# Exstirpation
Mit Exstirpation (von lateinisch exstirpare, „ausrotten, ausreißen, beseitigen“) bezeichnet man in der Medizin das vollständige operative Entfernen (Exstirpieren) von Organen (zum Beispiel Rektumexstirpation oder Milz-Exstirpation), von umschriebenen Gewebeteilen, die zum Beispiel Geschwulstwachstum zeigen (wie Lipome, Retentionszysten wie Atheromen, Gewebeknoten in Organen wie der Schilddrüse) oder von einzelnen Lymphknoten.
Für die Exstirpation einer Struktur wird auch synonym der Begriff Ektomie benutzt:
- Milz-Exstirpation oder Splenektomie
- Lymphknoten-Exstirpation oder Lymphadenektomie

In der Zahnmedizin bezeichnet die Vitalexstirpation die vollständige Entfernung der lebenden Pulpa aus dem Pulpencavum im Rahmen der Wurzelkanalbehandlung.

## Andere Bedeutungen
Exstirpation wurde historisch als Synonym für Ausrottung oder Ausmerzung verwendet. So warnte etwa Friedrich Nietzsche nach der deutschen Reichsgründung vor der „Exstirpation des deutschen Geistes zu Gunsten des ‚deutschen Reiches‘“.